# Бакланова, Татьяна Германовна
Татьяна Германовна Бакланова (укр. Тетяна Германівна Бакланова; род. 1972) — украинская спортсменка, чемпион мира среди женщин-шахматисток с нарушением слуха; Мастер спорта международного класса (1994), Заслуженный мастер спорта Украины.

## Биография
Родилась 27 октября 1972 года в городе Жданов (ныне Мариуполь) Донецкой области Украинской ССР.
С 1988 года выступает за спортивный клуб «Азовсталь» (Мариуполь). Тренерами Татьяны были В. Алтухова, В. Кузнецов, С. Ковалёв и Ю. Зуев. В 1997 году она окончила Межрегиональную академию управления персоналом.
В 1996 году награждена орденом «За заслуги» 3-й степени. В 2011 году и в 2015 году была удостоена стипендии Кабинета Министров Украины.
В 2019 году награждена орденом «За заслуги» 2-й степени.
В 2024 году награждена орденом «За заслуги» 1-й степени.

## Спортивные достижения
- Чемпионка Украины по шахматам среди женщин-инвалидов по слуху 1995 и 1998 годов.
- Чемпионка мира 1996, 1998 и 2016 годов.